# سیگما² خرس بزرگ
سیگما² خرس بزرگ یک ستاره است که در صورت فلکی خرس بزرگ قرار دارد.